# Edward Goffinet
Edward Goffinet (Hasselt, 4 juli 1927 - Mechelen, 19 januari 2001) was een Belgische geestelijke. Hij was kanunnik en vicaris-generaal voor het aartsbisdom Mechelen-Brussel bij kardinaal Godfried Danneels. 

## Biografie
Goffinet werd in 1947 tot priester gewijd. Hij genoot zijn opleiding aan het grootseminarie in Mechelen en aan de universiteit van Leuven. Hij werd kandidaat in de romaanse en klassieke filologie en gaf een paar jaar les aan het Onze-Lieve-Vrouwcollege in Tienen. Hij keerde daarna terug naar Leuven, waar hij in 1954 het licentiaat in de romaanse filologie behaalde. Vanaf 1955 gaf hij les en van 1957 tot 1963 was hij directeur van het H. Hart college in Ganshoren. In 1963 werd hij president van het grootseminarie in Mechelen. Van 1970 tot enkele maanden voor zijn dood was hij moderator van de bisschopsraad van het aartsbisdom Mechelen-Brussel, en werd hij tevens bisschoppelijk afgevaardigde voor opleidingen. In 1982 werd hij vicaris-generaal en bleef dit tot in 2000.